# Oie de Toulouse
L'oie de Toulouse (Anser anser) est une espèce de palmipèdes originaire des environs la ville de Toulouse en France. Ce sont des oies domestiques utilisées pour l'industrie. Cette race est la seule race d'oie française à figurer parmi les races reconnues par le British Poultry Standard.

## Origine
L’oie de Toulouse a été créée à partir de la domestication de sélections multiples d'oie cendrée pour obtenir des animaux plus grands et gros.
L'oie de Toulouse vole très peu et peu haut. La coupe monolatérale des rémiges ou l'éjointage ne sont donc pas indispensables d'autant qu'elle est souvent attachée à son lieu d'élevage.

## Description
Les oies de Toulouse sont des oiseaux mesurant de 0,80 à 1 m de haut et pesant de 7 à 12 kg.
Elles ont un plumage de couleur gris et blanc.
Elles peuvent vivre jusqu’à 25 ans.
De caractère placide (sauf en période de nidification où le mâle et la femelle couveuse peuvent être agressifs), elles cacardent dès qu'il se passe quelque chose d'anormal et font ainsi d'excellents « chiens de garde ».
Elles peuvent aussi faire office de tondeuses à gazons écologiques.

### Reproduction
Les oies de Toulouse sont matures entre 6 mois (pour celles nées en automne) et 1 an (pour celles nées en fin d'hiver). 
Le jars de Toulouse peut s'occuper de trois à quatre femelles (alors que l'oie cendrée sauvage est monogame). 
L'accouplement peut se passer sur terre mais il est préférable qu'il se passe dans l'eau.
La femelle pond environ 40 à 50 œufs en fin d'hiver. Elle peut aussi pondre de façon moins importante en début d'automne si le climat est doux. L'œuf pèse environ 120 grammes.
L'oie couve pendant 28 à 30 jours mais l'oie de Toulouse est assez mauvaise couveuse et on privilégie plutôt l'incubation artificielle surtout les deux premières années où l'oie est maladroite et casse souvent ses œufs. Si une oie se met à couver, on peut mettre ses œufs en couveuse puis lui redonner les œufs clairs à couver (détectables après 10 jours en couveuse) pour qu'elle "apprenne" à bien couver. On lui redonne ensuite les oisons au moment où il commence à fendre leur coquille pour que l'imprégnation se passe bien.
En couveuse, on maintient une température de 37,5 degrés et une humidité de 50%. Le taux de mortalité des oisons avant la fin de la couvée est assez important (surtout si les œufs ont été mis à couver plus de 15 jours après leur ponte ou s'ils sont issus de reproducteurs de mauvaise qualité ou trop jeunes ou trop âgés). En moyenne, seuls 45 % des œufs arrivent à terme. À J+30, si l'oison n'a pas réussi à percer sa coquille, on peut l'aider en cassant sa coquille et l'enveloppe placentaire au niveau de la poche d'air.
À la naissance, les oisons ont besoin d'une température de 35 degrés qu'on pourra réduire de 5 degrés chaque semaine pendant 3 semaines, période à laquelle le plumage remplace le duvet (mais on doit atteindre au moins 5 semaines et un plumage bien développé avant d'exposer les oisons à la pluie). Les oisons sont capables de voler à 10 semaines environ.

### Alimentation
Principalement herbivores, elles consomment aussi des insectes, des vers, etc. Il faut proposer du grit en libre service pendant toute la durée de l'élevage (10 g par oie par semaine).

## Habitat
L'oie supporte très bien le froid (jusqu'à -20 degrés) et peut vivre à l'extérieur toute l'année mais on lui procure généralement un abri pour la protéger des prédateurs et du plein soleil lors de fortes chaleurs.
Un bon développement de l'oie de Toulouse implique la mise à disposition de 100 m2 de pré par oie pour qu'elle puisse s'alimenter en herbe fraîche.
Les oies ont besoin d'un point d'eau où elles peuvent se baigner entièrement et se relaxer en flottant à la surface. Il est aussi utile pour la reproduction. Le point d'eau doit être nettoyable facilement car elles font souvent leurs déjections dans l'eau.

## Types
Il existe deux types d'oies de Toulouse : avec ou sans bavette. On appelle bavette le repli de peau qui pend au niveau de la gorge.

### L'oie de Toulouse sans bavette (ou agricole)
L'oie de Toulouse sans bavette est plus rare car moins rentable à produire que l'industrielle qui est plus grosse.
Les caractéristiques de base qui distinguent la forme sans bavette sont : 
- le cercle oculaire orange ;
- le cou épais et strié ;
- deux grands lobes ventraux et une marbrure noire caractéristique dans la zone ventrale ;
- une apparence robuste mais fine, solide et en même temps agile, jamais massive.

L'oie agricole est meilleure pondeuse et couveuse que l'oie industrielle.

### L'oie de Toulouse à bavette (ou industrielle)
La forme à bavette, en plus de sa bavette, a une quille prononcée dans la zone thoracique et les deux fanons ventraux (replis de peau) qui doivent atteindre le sol. De plus, la position du corps est beaucoup plus horizontale et son apparence bien plus massive.
L'oie à bavette est 20 à 30% plus grosse que la "sans bavette" (le jars peut dépasser 10 kg) et est, pour cette raison, utilisée pour la production de foie gras et de viande bien que la chair et le foie des oies sans bavette soient réputés plus fins.

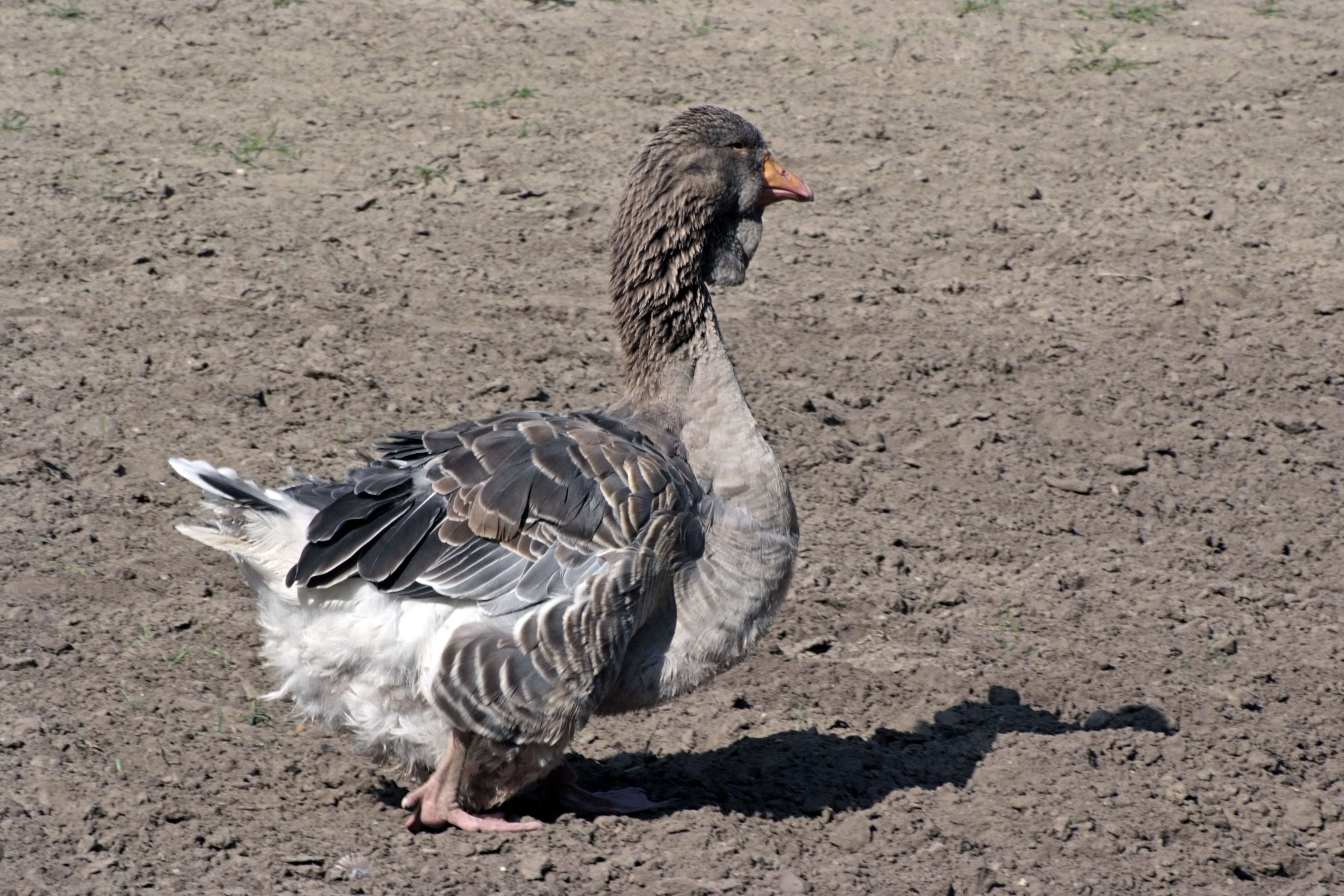
Oie de Toulouse avec bavette.

## Utilisation industrielle

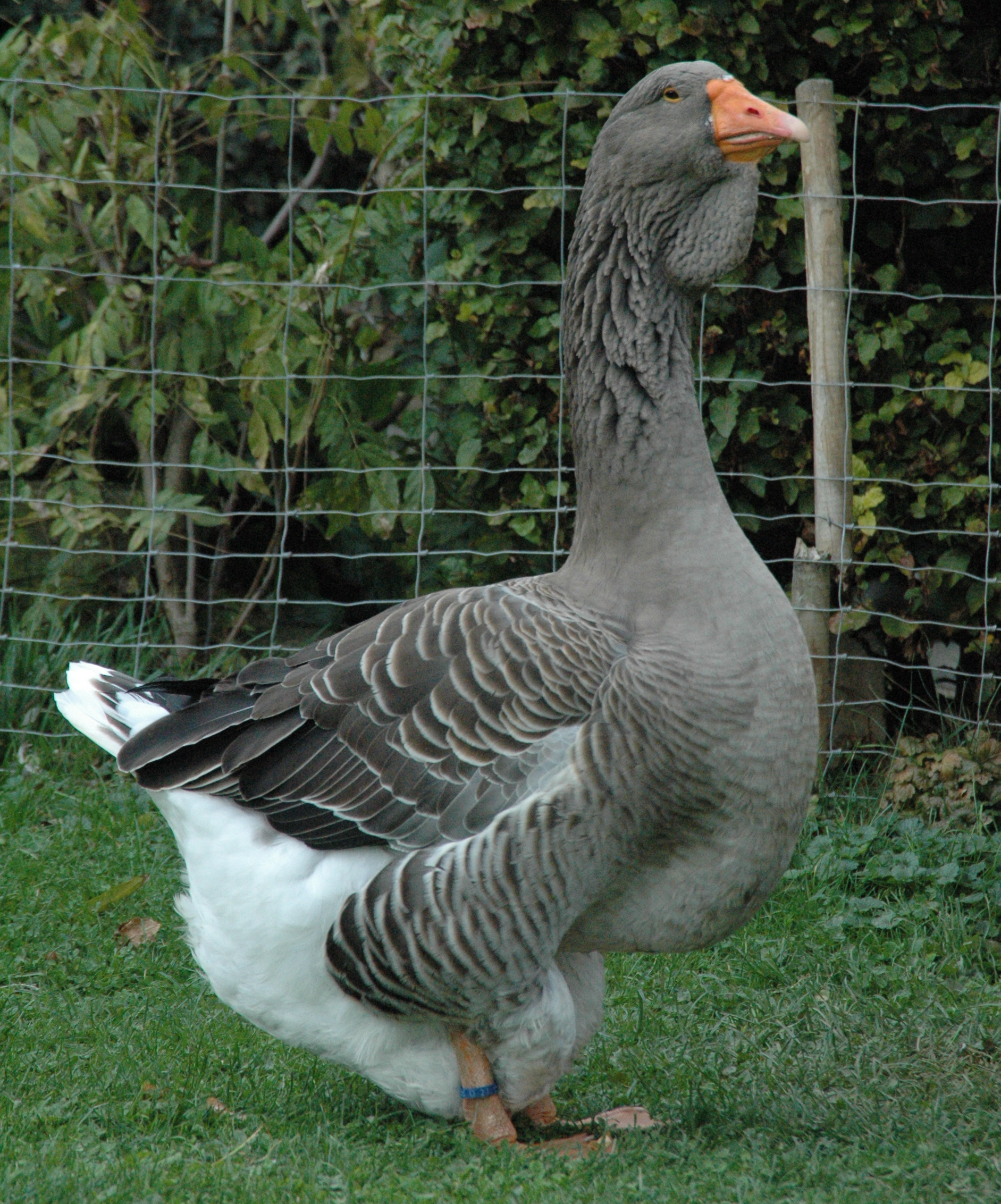
Oie de Toulouse avec bavette et fanon.

Les oies de Toulouse sont généralement utilisées pour l'industrie. Elles sont gavées avec du maïs et produisent de la graisse et du foie gras (environ 1 kg, considéré comme meilleur que celui produit à partir de canard Mulard) en plus de la viande et du duvet utilisé par les plumassiers.
Les oies à rôtir sont parfois abattues dès l'âge de 8 ou 9 semaines pour un poids de 4 kg, alors que les types lourds sont commercialisés à 12 ou 14 semaines et 6 kg, ce qui signifie que les oies produites dans ces conditions ne sont pas exploitées pour la plume pendant leur croissance.